# Sophonia unilineata
Sophonia unilineata är en insektsart som beskrevs av Kuoh 1983. Sophonia unilineata ingår i släktet Sophonia och familjen dvärgstritar. Inga underarter finns listade i Catalogue of Life.